# Radio Swiss Classic
Radio Swiss Classic – szwajcarska stacja radiowa wchodząca w skład grupy Swiss Satellite Radio, należącej do publicznego nadawcy radiowo-telewizyjnego SRG SSR. Powstała w 1998 roku. Ramówka stacji składa się w całości z muzyki klasycznej, przy czym wybierane są utwory bardziej przystępne dla masowej publiczności. W nocy stacja nadaje wspólny program z siostrzanymi rozgłośniami Radio SRF 2 Kultur i RSI Rete Due. Kanał nadawany jest w trzech wersjach, prezentujących dokładnie te same utwory, różniących się tylko językiem zapowiedzi. Dostępny jest każdy z trzech głównych języków Szwajcarii: niemiecki (Radio Swiss Classic), francuski (Radio Suisse Classique) i włoski (Radio Svizzera Classica).
Stacja dostępna jest w Szwajcarii w cyfrowym przekazie naziemnym. Ponadto można jej słuchać przez Internet oraz w niekodowanym przekazie z satelity Eutelsat Hot Bird 13B. 